# Galenia papulosa
Galenia papulosa là một loài thực vật có hoa trong họ Phiên hạnh. Loài này được (Eckl. & Zeyh.) Sond. mô tả khoa học đầu tiên năm 1862.